# Михаил Погосјан
Михаил Погосјан или Mihail Pogosjan (рус. Михаил Асланович Погосян; Москва, 18. април 1956, Москва) је генерални директор РСК Мига и председник одбора директора ОАО Сухоја и ОАО Кнапа. Руски је држављанин јерменског порекла. Погосјан је дипломирао 1979. године на „Московском ваздухопловном институту“ са највишим оценама и започео је своју каријеру као инжењер у конструкторском бироу ОКБ Сухој названом по Павелу Сухоју где је радио до 2007. године. Почео је као инжењер пројектант, а затим је унапређен на место првог заменика главног конструктора (1992—1998), био је председник одбора директора бироа (1995—1999) и главни конструктор контрукторског бироа Сухоја почев од маја 1999 до јула 2007. године.
У својству конструктора учествовао је у великом броју развојних програма војних и цивилних авиона, укључујући развој ловачког борбеног авиона Су-27 и ловца Су-47 на којем је био главни конструктор. Током пројектовања Су-47 су спроведена опсежна истраживања у области аеродинамике, погона, коришћења савремених композитних материјала... Резултати тестова вршених на Су-47 се користе у стварању напредног авио-система за војне и цивилне потребе.
Михаил Погосијан је постављен 31. децембра 2008. за генералног директора компаније РСК МиГ. Председник Одбора за ваздухопловство, ракетну и свемирску индустрију инжењерског савеза Русије, члан бироа централног савета савеза руских инжењера. Аутор је 11 патената и изума, 14 научних радова, добитник је државног Лауреата руске федерације 1997. и добитник награде руске владе 1998. Дописни је члан Руске академије наука.